# Ekumenická rada církví v České republice
Ekumenická rada církví v České republice (ERC) je české sdružení křesťanských církví a náboženských společností, které má od 19. července 2005 právní formu „svaz církví a náboženských společností“ podle zákona č. 3/2002 Sb., o církvích a náboženských společnostech. Sdružuje především nekatolické církve, ale spolupracuje i s Římskokatolickou církví a Federací židovských obcí. Jejím současným předsedou je Tomáš Tyrlík, který v listopadu 2021 vystřídal v čele ERC Daniela Ženatého (2017–2021). Generálním sekretářem je Marián Čop (od 2024).

## Historie
Ekumenické organizace zpočátku vznikaly s cílem prosazovat zájmy protestantů proti většinové katolické církvi. V roce 1905 byla založena Kostnická jednota jako sdružení s členstvím fyzických osob, v roce 1927 federace církví s názvem Svaz evangelických církví v Československu. V roce 1938 se členské církve rozhodly svaz přetvořit v radu církví širšího zaměření, aby se členy mohly stát i neprotestantské církve, tehdy zejména Pravoslavná církev a Církev československá. Plán však překazila německá okupace a světová válka.
Ekumenická rada církví v ČSSR, byla založena 20. června 1955 v Praze na půdě Komenského teologické fakulty. Po federalizaci Československa je doloženo ustanovení ERC s působností jen pro Českou socialistickou republiku (ERC v ČSR) a povolení její činnosti Ministerstvem kultury ČSR s účinností od 15. prosince 1970, v témž období byla založena i Ekumenická rada církví v SSR.
Po roce 1989 se ERC více otevřela spolupráci jak s katolickou církví, tak s jinými náboženskými společenstvími. 19. července 2005 ERC získala registrací podle zákona č. 3/2002 Sb., o církvích a náboženských společnostech, právní formu svazu církví a náboženských společností. Od té doby již nemají žádnou formu členství některé subjekty, které nebyly přímo církvemi.

## Věroučná základna a cíle
Stanovy vymezují věroučnou základnu ERC takto: „Ekumenická rada církví v České republice je společenstvím křesťanských církví, které vyznávají Pána Ježíše Krista jako Boha a Spasitele podle Písem Starého a Nového Zákona a usilují uskutečňovat své poslání společně ke slávě jednoho Boha, Otce i Syna i Ducha svatého.“
Stanovy se odvolávají na hodnoty jednoty křesťanů, náboženské svobody, cyrilometodějské a reformační tradice, tolerance a vzájemné úcty.

## Členství
Stanovy svazu rozeznávají tři druhy členství: plné, přidružené a pozorovatelské. Plným nebo přidruženým členem se může stát registrovaná křesťanská církev, která souhlasí s věroučnou bází svazu. Členové, kteří si sami zvolili status přidruženého člena, nemají pasivní ani aktivní volební právo. Pozorovatelem může být církev nebo náboženská společnost, která se sice neztotožňuje s věroučnou bází svazu, ale ztotožňuje se s jeho cíli.

## Členové

### Vývoj členstva
Při ustanovení ERC v ČSR 15. prosince 1970 byly členy: Bratrská jednota baptistů, Církev bratrská, Církev československá husitská, Církev starokatolická, Českobratrská církev evangelická, Evangelická církev metodistická, Jednota bratrská, Pravoslavná církev a Slezská církev evangelická a. v..
V únoru 1999 byly členskými církvemi oproti roku 1970 navíc Apoštolská církev a Evangelická církev augsburského vyznání v ČR. Přidruženými členy byly Armáda spásy a Česká biskupská konference (reprezentující římskokatolickou i řeckokatolickou církev). Pozorovateli byly Anglikánský sbor u sv. Klimenta, Církev adventistů sedmého dne, Česká biblická společnost, Česká evangelikální aliance, Ekumenická akademie a Federace židovských obcí v České republice.

### Současní členové
Plné členství v ERC mají:
- Apoštolská církev
- Bratrská jednota baptistů
- Církev bratrská
- Církev československá husitská
- Českobratrská církev evangelická
- Evangelická církev augsburského vyznání v České republice
- Evangelická církev metodistická
- Jednota bratrská
- Pravoslavná církev v českých zemích
- Slezská církev evangelická augsburského vyznání
- Starokatolická církev v ČR

Od roku 1999 žádný člen nepřibyl ani neubyl.
Přidružené členství v ERC má:
- Církev římskokatolická.

Zprostředkovaně zastupuje v ERC i Řeckokatolickou církev, která není samostatně členem.
Pozorovatelské členství:
- Federace židovských obcí v České republice
- Církev adventistů sedmého dne.
- Armáda spásy
- Luterská evangelická církev a.v.
- Církev Křesťanská společenství

Po roce 1999 přestaly být členy zejména některé subjekty, které nejsou registrovanými církvemi a náboženskými společnostmi.

## Organizační struktura a činnost
Nejvyšším orgánem ERC bylo v roce 2005 prezidium, kde byla každá členská církev zastoupena jednou osobou, zpravidla vedoucím představitelem církve.
V současné době je vrcholným orgánem valné shromáždění (zasedá 1× ročně). V době mezi valnými shromážděními je vrcholných rozhodovacím orgánem řídící výbor. Valné shromáždění volí předsednictvo ERC (předseda, 2 místopředsedové a náhradník). Úřad ERC vede generální sekretář, který koordinuje i práci komisí. Statutárními orgány ERC jsou předseda a generální sekretář.
Ekumenická rada církví plní důležitou úlohu v oblasti sektorální pastorace – duchovní služby v Armádě ČR, ve věznicích a v nemocnicích.
Ekumenická rada církví zřizuje několik komisí:
- Komise pro sdělovací prostředky – spolupracuje s redakcemi křesťanských pořadů v rozhlase a televizi, organizuje studijní dny
- Komise pro školství a vzdělávání – připravuje a organizuje výchovná setkání křesťanských pedagogů, koordinuje pracovníky odpovědné za církevní školství
- Komise pro duchovní péči ve zdravotnických zařízeních – zabývá se pastorační službou v nemocnicích, připravuje kurzy pro zájemce o tuto službu
- Komise pro mládež
- Komise pro ekumenismus a budoucí směřování ERC v ČR

Kromě stálých komisí zřizuje ERC též pracovní skupiny pro jednorázové úkoly, například přípravu jednotlivých mezinárodních konferencí, výstav, povodňová komise, pracovní skupina pro Modlitbu za domov, pro Kirchentag, pro práci s Romy, atd.
V minulosti existovaly i následující:
- Komise církev – stát zabývala se vztahem ke státu a otázkou financování církví
- Ekumenická humanitární komise koordinovala činnost humanitárních organizací členských církví. Zřejmě se někdy před rokem 2005 vyvinula z komise pro práci s uprchlíky, která existovala v roce 1999.
- Komise žen, byla členkou mezinárodní organizace EFKZE (EFCWE), Ekumenického fóra křesťanských žen v Evropě, a úzce spolupracovala s občanským sdružením Ekumenické fórum křesťanských žen v ČR.
- Teologická komise, zabývala se i liturgickými otázkami
- Komise pro mezináboženský dialog
- Komise pro duchovní péči na letišti
- Komise pro studium rekatolizace byla komise historiků zabývající se dějinami Českých zemí v 16. a 17. století. Někdy po roce 1999 se vyvinula stálá komise z dosavadní společné pracovní skupiny ERC a České biskupské konference.

V roce 1999 existovala ještě finanční a ekonomická komise, která sledovala hospodaření ERC.

## Předsedové ERC
- 1994–1995 Vladislav Volný, SCEAV
- 1995–2000 Pavel Smetana, ČCE
- 2001–2005 Vladislav Volný, SCEAV
- 2005[7]–2009 Pavel Černý, CB
- 2009[8]–2013 Joel Ruml, ČCE
- 2013[9]–2017 Daniel Fajfr, CB
- 2017–2021[10] Daniel Ženatý, ČCE
- od 23. listopadu 2021 Tomáš Tyrlík, SCEAV